# Saint-Germain-lès-Senailly
Saint-Germain-lès-Senailly é uma comuna francesa na região administrativa da Borgonha-Franco-Condado, no departamento de Côte-d'Or. Estende-se por uma área de 5 km². Em 2010 a comuna tinha 135 habitantes (densidade: 27 hab./km²).